# Соколов, Матвей Иванович
Матвей Иванович Соколов (1855—1906) — русский филолог-славист, ординарный профессор и декан историко-филологического факультета Московского университета.

## Биография
Сын церковного причетника. Родился в селе Спасском Ярославской губернии близ Углича. Учился в угличском Борисоглебском духовном училище (1864—1870) и Ярославской духовной семинарии (1870—1874). Поступил на историко-филологический факультет Императорского Санкт-Петербургского университета. Время обучения пришлось на период подъёма патриотизма и укрепления славянской идеи с русском обществе. В 1878 году он написал курсовое исследование на тему, предложенную В. И. Ламанским — о крещении болгар и об отношениях Болгарии при князе Борисе с Римом и Царьградом. Работа, напечатанная в год окончания Соколовым университета, в 1879 году, под названием «Из древней истории болгар», получила золотую медаль. Вместе с получением степени кандидата университета Соколов был оставлен на два с половиной года при кафедре славянской филологии для приготовления к профессорскому званию; получил свидетельство о присвоении ему звания учителя гимназий и прогимназий.
В июле 1881 года М. И. Соколов принял приглашение исполнять должность экстраординарного профессора кафедры русской словесности в Нежинском историко-филологическом институте.  С этого времени он перешёл от занятий гражданской историей славян к исследованиям истории русской литературы, древнего периода русской письменности и словесности; читал лекции по этнографии славян. В январе 1883 года в Рыбинском Преображенском соборе обвенчался с Елизаветой Павловной Соколовой.
В 1884 году Соколов сдал на кафедре славянской филологии Санкт-Петербургского университета магистерский экзамен и в 1886 году уехал за границу. В библиотеках Вены, Праги, Белграда и Софии изучал древние южно-славянские рукописи, в частности, исследовал принадлежавший профессору Сречковичу, пергаментный сборник XIII—XIV вв. с апокрифами и статьями о богомильстве и «компиляцией» апокрифов попа Иеремии. В 1888 году он опубликовал результаты исследований этого сборника: «Материалы и заметки по старинной славянской литературе» и в мае защитил в Санкт-Петербургском университете эту работу в качестве диссертации на степень магистра. Сочинение было это удостоено Уваровской премии (в 1891), а М. И. Соколов в октябре 1888 года был утверждён в должности экстраординарного профессора.
Спустя год, в сентябре 1889 года, он перешёл на должность экстраординарного профессора кафедры русского языка и словесности Московского университета. В мае 1902 года он получил учёную степень доктора русской словесности без предоставления диссертации (honoris causa); в октябре 1902 года был утверждён ординарным профессором Московского университета и с 10 октября 1902 года по 1906 год состоял деканом историко-филологического факультета Московского университета. Ряд его работ посвящён исследованию амулетов-змеевиков.
Скоропостижно скончался 17 (30) июня 1906 года в селе Фроловские Ямы, Подольского уезда Московской губернии от кровоизлияния в мозг.
М. И. Соколов был награждён орденом Св. Станислава 2-й (1896) и 3-й (1887) степеней, Св. Анны 2-й (1900) и 3-й (1892) степеней, Св. Владимира 4-й степени (1903).
Был членом Общества истории и древностей российских, Общества любителей естествознания, антропологии и этнографии, Императорского Московского археологического общества (1890), Славянского благотворительного общества (1889), Общества любителей духовного просвещения (1893), Общества любителей российской словесности (1894) и др.
Дети: близнецы Борис (1889—1930) и Юрий (1889—1941), Василий, Арсений, Наталья.